# انتقام‌جو
انتقام‌جو (به انگلیسی: Avengement) نام یک فیلم ویدئویی در ژانر اکشن و جنایی محصول سال ۲۰۱۹ بریتانیا به کارگردانی جسی وی. جانسون و با بازی اسکات ادکینز می‌باشد. این فیلم دربارهٔ یک زندانی به نام کین برجس است که پس از مرگ مادرش از بازداشت پلیس فرار می‌کند و از یک «بار» خصوصی بازدید می‌کند و اعضایش را گروگان نگه‌می‌دارد در حالی که شروع به فاش کردن گذشته اش و آنچه منجر به تبدیل شدنش به یک مبارز خشن شده‌است.
انتقام‌جو یا انتقام محصول کمپانی ساموئل گلدوین فیلمز در تاریخ ۲۴ می ۲۰۱۹ به صورت محدود در سینماهای کشور آمریکا به نمایش درآمد و در تاریخ ۴ ژوئن ۲۰۱۹ نسخه دیجیتالی آن بر روی دیسک‌های دی‌وی‌دی عرضه شد. فیلم با واکنش مثبت منتقدان و کاربران مواجه شد و در زمینه کارگردانی (جسی وی. جانسون)، فیلم‌نامه (استو اسمل)، سکانس‌های اکشن و بازیگری (اسکات ادکینز) مورد تحسین منتقدان قرار گرفت. در سال ۲۰۲۰، نسخه ویژه‌ای منتشر شد که شامل نسخه بریده‌نشدهٔ فیلم بود.

## نسخه بریده‌شده
این فیلم به دلیل خشونت شدید، ۲ دقیقه بریده شد. و نسخه ویژه (بریده‌نشده) آن در سال ۲۰۲۰ منتشر شد.

## خلاصه داستان
کین برجس (اسکات ادکینز) بخاطر انجام کاری برای برادرش وارد زندان می‌شود اما افرادی برای کشتن او در زندان جایزه گذاشته‌اند کین بعد از فرار از زندان به دنبال انتقام از این افراد است…

## بازیگران
- اسکات ادکینز در نقش کِین برجس
- کریگ فایربراس در نقش لینکلن برجس
- توماس ترگوس در نقش تون
- نیک موران در نقش هاید
- مارک استرنج
- کیرستون وارینگ در نقش بِز
- لئو گرگوری در نقش مو
- بُ فاولر در نقش ورن
- لوئیس ماندیلور در نقش کارآگاه اوهارا

## تولید
انتقام‌جو ششمین همکاری بین کارگردان جسی وی. جانسون و اسکات ادکینز است. فیلمنامهٔ جانسون از یک فیلم سامورایی محصول ۱۹۶۲ به نام هاراکیری توسط کارگردان ماساکی کوبایاشی الهام گرفته شده‌است. ادکینز به دنبال یک پروژه سینمایی در بریتانیا بود و جانسون انتقام‌جو، یکی از فیلمنامه‌های قدیمی‌اش را انتخاب کرد. استو اسمال برای بازنویسی دیالوگ و تنظیم آن به ادکینز وارد شد. استو به‌طور گسترده فیلمنامه را بازنویسی‌کرد و بخشهای قدیمی‌تر فیلمنامه را به‌روز کرد. کمی قبل‌از شروع فیلمبرداری، جانسون مستندی دربارهٔ جنایت در بریتانیا تماشا کرد و از آن برای افزودن عناصر جنایی واقعی به داستان استفاده‌کرد.

## نقدها
در وب‌سایت جمع‌آوری نقد راتن تومیتوز، ۸۴ درصد از ۱۹ منتقد، با میانگین امتیاز ۶.۵ از ۱۰، مثبت هستند.
متاکریتیک، به فیلم امتیاز ۶۳ از ۱۰۰، بر اساس ۵ منتقد، نشان دهنده نظرات "به طور کلی مطلوب".